# Follow Me into Madness
Follow Me into Madness è il secondo album in studio del gruppo musicale heavy metal finlandese Tarot, pubblicato nel 1988 dalla Bluelight Records.

## Tracce
1. Descendants of Power – 3:50
2. Rose on the Grave – 4:31
3. Lady Deceiver – 3:38
4. Follow Me Into Madness – 5:40
5. Blood Runs Cold/Happy End – 3:52
6. No Return – 4:30
7. I Don't Care Anymore – 3:48
8. Breathing Fire – 3:12
9. I Spit Venom – 3:14
10. Shadow in My Heart – 5:34

## Formazione
- Marco Hietala - voce, basso
- Zachary Hietala - chitarre
- Mako H - chitarre
- Pecu Cinnari - batteria